# Sablia pseudocomma
Sablia pseudocomma är en fjärilsart som beskrevs av Hans Rebel och Hans Zerny 1932. Sablia pseudocomma ingår i släktet Sablia och familjen nattflyn. Inga underarter finns listade.